# Jaguar Racing
Jaguar Racing é o nome dado aos interesses automobilísticos da Jaguar, marca de automóveis de luxo britânica pertencente a fabricante automotiva Jaguar Land Rover, Atualmente compete na Fórmula E sob o nome Jaguar TCS Racing como resultado da parceria com a Tata Consultancy Serviços (TSC), a fabricante de automóveis de luxo estreou na categoria para carros elétricos na temporada de 2016–17. Anteriormente, competiu como equipe e construtor na Fórmula 1, formada a partir da Stewart Grand Prix que foi comprada pela Ford no final de 1999, e renomeada para Jaguar Racing F1 Team na temporada de 2000. Porém, em 2004 esta equipe de Fórmula 1 foi vendida para a Red Bull, dando origem a Red Bull Racing que ingressou na Fórmula 1 em 2005.
Além dos campeonatos de monopostos, a marca Jaguar também tem uma grande história em várias formas de corridas para carros esportivos, principalmente com os carros XJR sportscars que alcançaram sucesso no Campeonato Mundial de Carros Esportivos da FIA e também no Campeonato IMSA GT durante o final dos anos 1980 e início dos anos 1990.

## História

### Fórmula 1
A Jaguar competiu na Fórmula 1, a partir da aquisição da equipe Stewart pela Ford no final de 1999, e renomeada para Jaguar Racing F1 Team para a temporada de 2000. Porém, em 2004 esta equipe de Fórmula 1 foi vendida para a Red Bull, dando origem a atual Red Bull Racing em 2005.

### Fórmula E
A Jaguar anunciou oficialmente que iria entrar na Fórmula E em dezembro de 2015. Ao contrário de sua campanha na Fórmula 1, a equipe entraria na categoria como fabricante, desenvolvendo seu próprio trem de força. A equipe fez sua estreia na terceira temporada da Fórmula E, substituindo a Trulli Formula E Team, que havia se retirado da Fórmula E na temporada de 2015–16.